# 오늘의 연애
"오늘의 연애"는 2015년에 개봉한 대한민국의 로맨틱 코미디 영화이다.

## 캐스팅
- 이승기 : 강준수 역
- 문채원 : 김현우 역
- 정준영 : 앤드류(염효봉) 역
- 류화영 : 희진 역
- 고윤 : 재중 역
- 박수영 : 민아 역
- 박은지 : 차명선 역
- 박시은 : 강준희 역
- 하경민 : 한성구 역
- 홍화리 : 어린 김현우 역
- 조영준 : 어린 강준수 역
- 박희건 : 준희 남자친구 역
- 김에녹 : 기자 역
- 김영주 : 취조 형사 역
- 이영범 : 군대조교 역
- 김청 : 군대조교 2 역
- 박은실 : YTN 캐스터 역
- 남능미 : 목욕탕 할머니 역
- 임하룡 : 교장 선생 역
- 김갑수 : 준수 부 역
- 이경진 : 준수 모 역
- 송영창 : 본부장 역
- 김부선 : 현우 모 역
- 임종윤 : 국장 역
- 김광규 : 홍대 민머리남 역
- 홍석천 : 마이타이차이나 사장 역
- 김소연 : 준수 여친 1 역
- 손가인 : 준수 여친 2 역
- 박지연 : 기상캐스터 1 역
- 홍성흔 : 놀이동산 남 역
- 김세호 : 에이블청담원장 역
- 이서진 : 이동진 역 (특별출연)